# Andrena nigrihirta
Andrena nigrihirta là một loài Hymenoptera trong họ Andrenidae. Loài này được Ashmead mô tả khoa học năm 1890.

## Hình ảnh

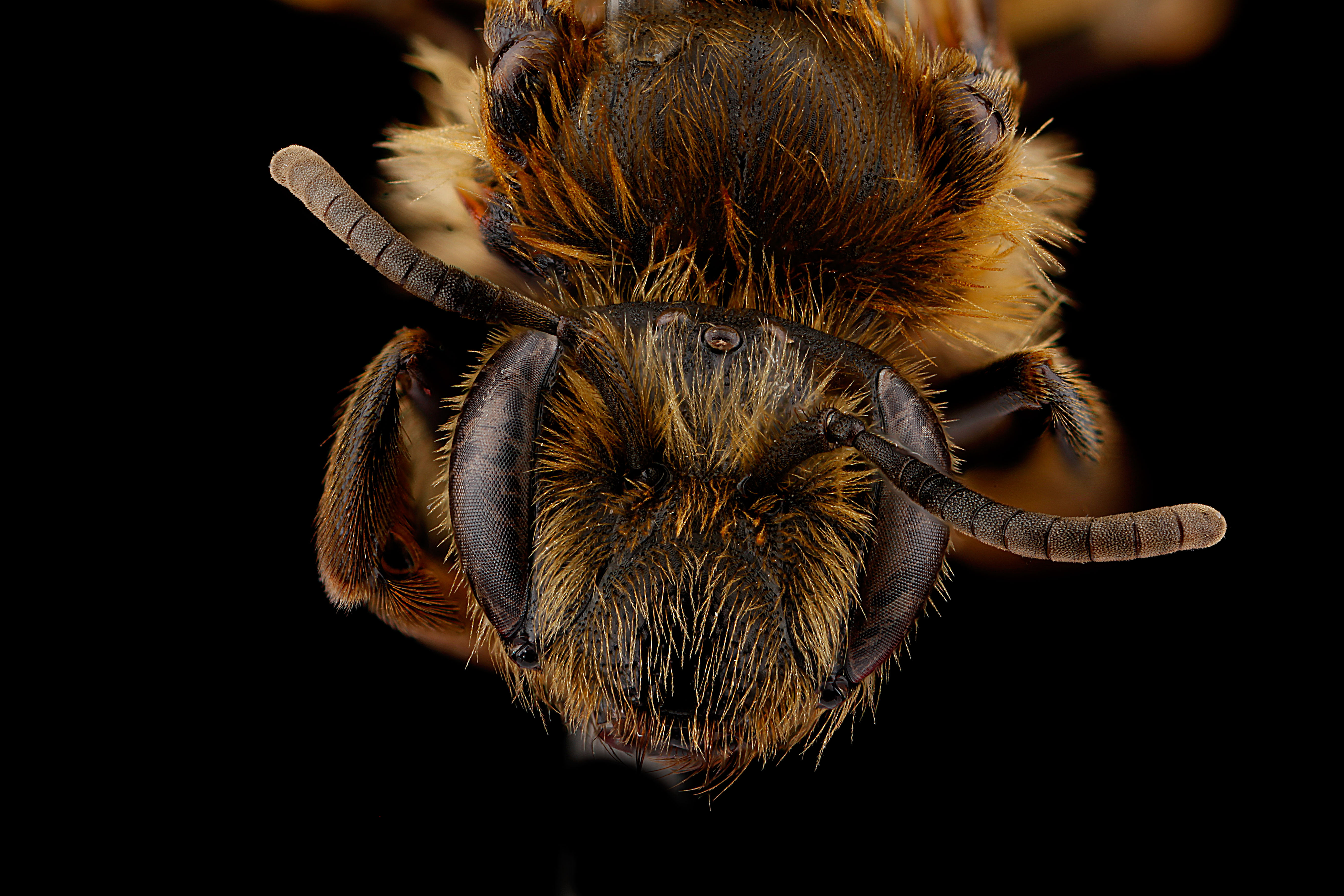
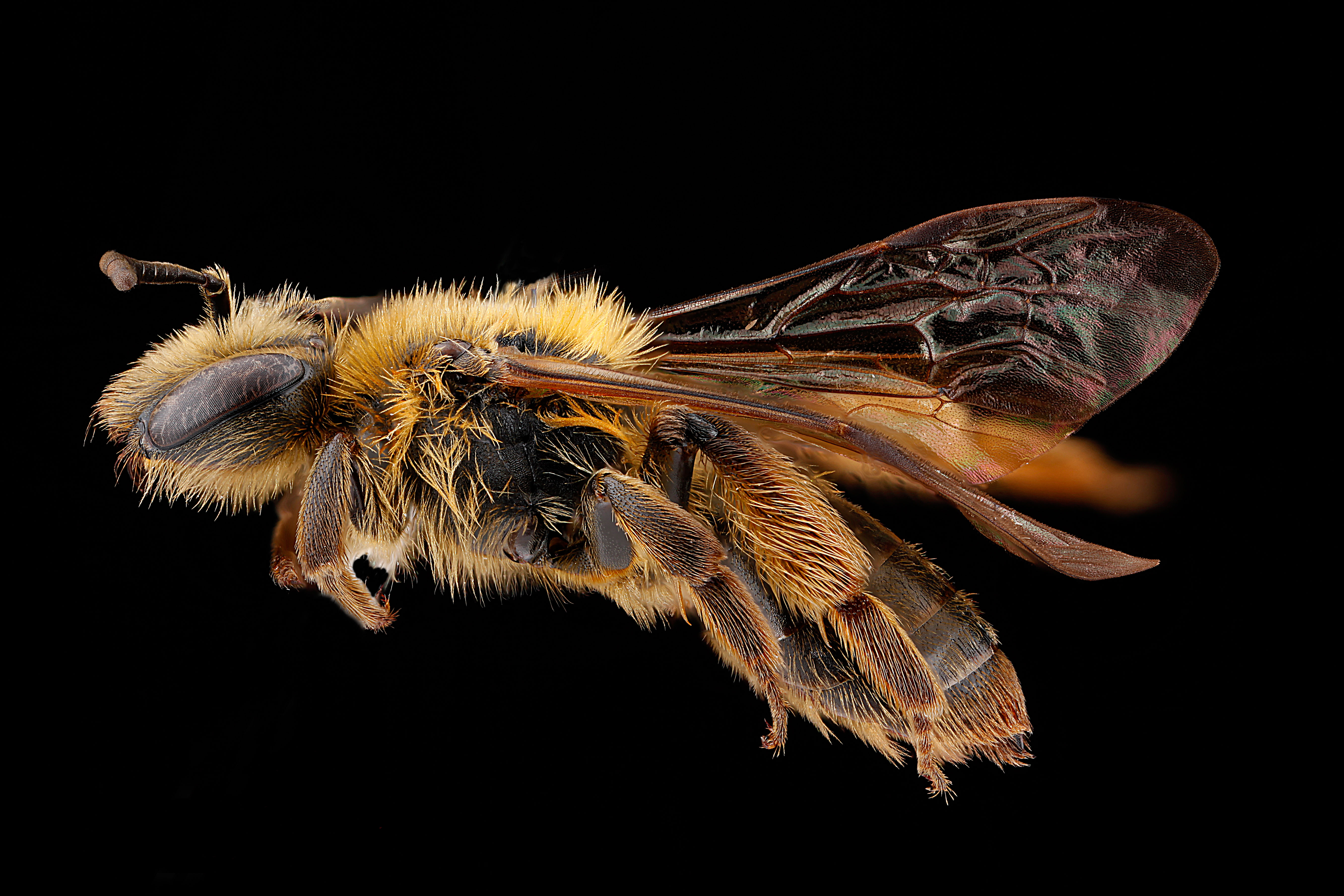
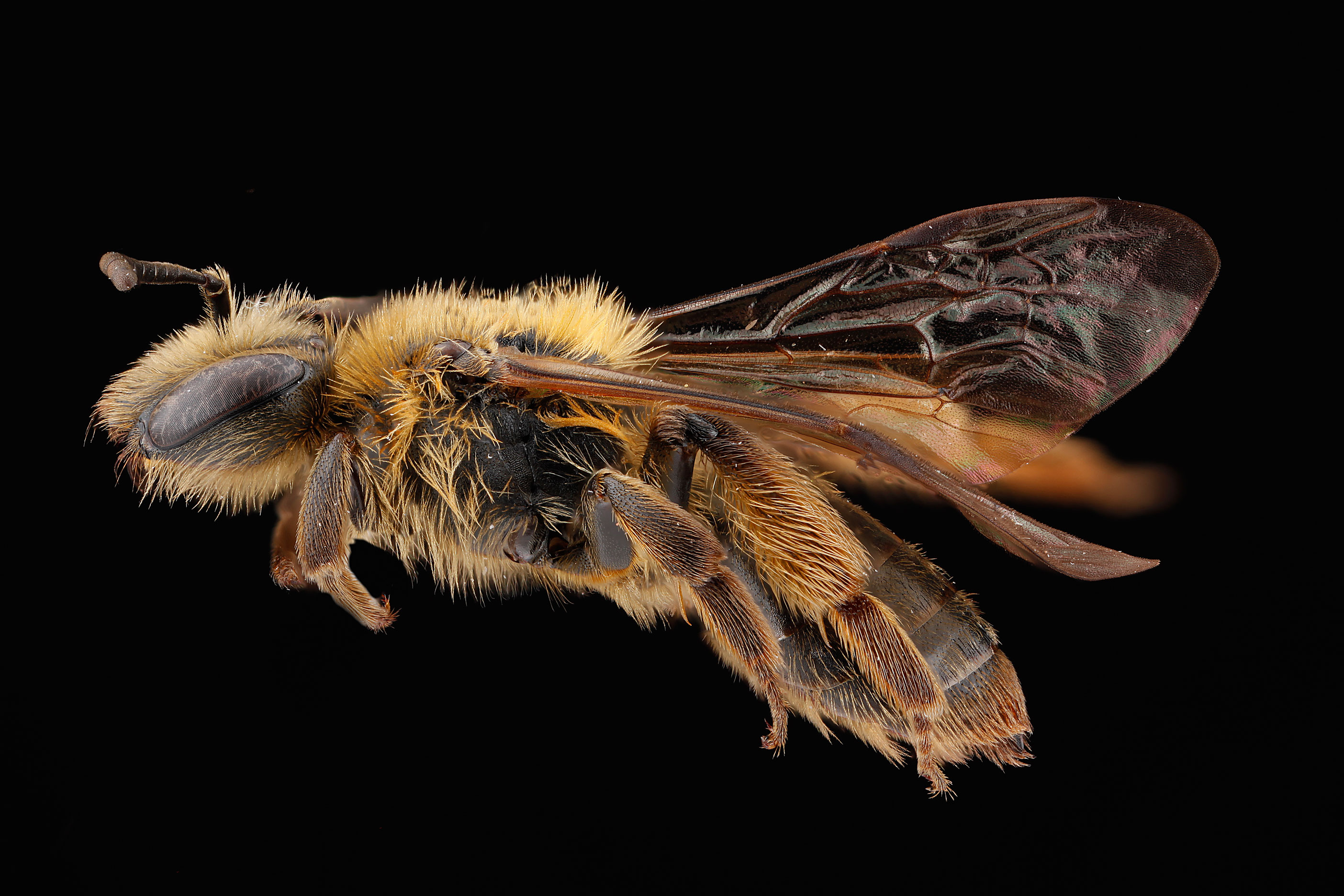